# Vật chất tối ấm
Vật chất tối ấm (WDM) là một dạng vật chất tối được giả thuyết có tính chất trung gian giữa vật chất tối nóng và vật chất tối lạnh, làm cho sự hình thành cấu trúc xảy ra từ dưới lên trên thang đo dòng chảy tự do của chúng và từ trên xuống dưới quy mô dòng chảy tự do. Các ứng cử viên WDM phổ biến nhất là neutrino vô trùng và gravitinos. Các WIMP (các hạt lớn tương tác yếu), khi được tạo ra không nhiệt có thể là ứng viên đại diện cho vật chất tối ấm. Tuy nhiên, nói chung, các WIMP được sản xuất bằng nhiệt là các ứng cử viên của vật chất tối lạnh.

## keVins và GeVins
Một hạt ứng cử viên WDM có thể có khối lượng vài keV xuất phát từ việc đưa vào hai fermion mới, điện tích bằng không, số lepton cho Mô hình chuẩn của Vật lý hạt: "fermion trơ khối lượng keV "(keVins) và" fermion trơ khối lượng (GeVins)". keVins bị sản xuất quá mức nếu chúng đạt đến trạng thái cân bằng nhiệt trong vũ trụ sơ khai, nhưng trong một số trường hợp, việc sản xuất entropy từ sự phân rã của các hạt nặng không ổn định có thể triệt tiêu sự phong phú của chúng đến giá trị chính xác. Những hạt này được coi là "trơ" vì chúng chỉ có các tương tác triệt tiêu với boson Z. Neutrino vô trùng với khối lượng vài keV là những ứng cử viên có thể đại diện cho keVins. Ở nhiệt độ dưới thang đo điện yếu, tương tác duy nhất của chúng với các hạt mô hình chuẩn là tương tác yếu do sự pha trộn của chúng với neutrino thông thường. Do độ nhỏ của góc trộn, chúng không được sản xuất quá mức vì chúng đóng băng trước khi đạt đến trạng thái cân bằng nhiệt. Tính chất của chúng phù hợp với giới hạn vật lý thiên văn đến từ sự hình thành cấu trúc và nguyên lý Pauli nếu khối lượng của chúng lớn hơn 1-8 keV.
Vào tháng 2 năm 2014, các phân tích khác nhau  đã trích ra từ phổ phát xạ tia X được quan sát bởi XMM-Newton, một tín hiệu đơn sắc khoảng 3,5 keV. Tín hiệu này đến từ các cụm thiên hà khác nhau (như Perseus và Centaurus) và một số tình huống vật chất tối ấm áp có thể biện minh cho một đường như vậy. Ví dụ, chúng ta có thể trích dẫn một ứng cử viên có khối lượng 3,5 keV hủy thành 2 photon, hoặc hạt vật chất tối 7 keV phân rã thành photon và neutrino.